# Centrală termică
O centrală termică este o instalație pentru producerea căldurii, care apoi se distribuie printr-un agent termic fluid (apă, abur, aer cald, antigel). O centrală termică este prevăzută cu una sau mai multe instalații de cazan, în focarul cărora se arde un combustibil.

## Tipuri de centrale termice
O centrală termică poate fi:
- Un ansamblu de clădiri care conțin instalații de cazan, destinate să alimenteze cu căldură o platformă industrială sau un oraș. Dacă simultan se produce și curent electric, însă alimentarea cu căldură are o pondere mare, este vorba de o centrală electrică de termoficare.
- O clădire care conține instalații de cazan, destinate să alimenteze cu căldură un obiectiv.
- O cameră amenajată care conține instalații de cazan, destinate să alimenteze cu căldură o clădire sau o parte a ei (nivel sau scară).
- O instalație de cazan care alimentează cu căldură o clădire sau o parte a ei, caz în care de obicei este vorba de o centrală de pardoseală.
- O instalație de cazan care alimentează cu căldură o locuință individuală, caz în care de obicei este vorba de o centrală termică de perete.